# Arnhem
Arnhem  udtales ?(Kleverlands: Èrnem, tysk: Arnheim) er hovedstad i provinsen Gelderland i Nederlandene. Arnhems kommune har 150.000 indbyggere (2012). Byen er en del af plusregioen Arnhem-Nijmegen med 728.500 indbyggere.
Byen ligger omtrent midtvejs mellem Ruhr-distriktet og Amsterdam/Rotterdam. Desuden gennemskæres den af Rhinen, som her betegnes som Nederrhin (Nederrijn).

## Historie

### Den første tid
De første beboere byggede ikke byen lige ved flodbredden, men på et højere sted ved en bæk mod nord. Byen fik stadsrettigheder 13. juli 1233 af grev Otto II af Gelre. I det 13. århundrede havde Arnhem mellem 2.000 og 3.000 indbyggere[kilde mangler], der alle boede inden for bymuren, som i løbet af det 16. århundrede tre gange blev udvidet og forstærket. I det 19. århundrede blev bymuren revet ned. Kun en port minder endnu om dens eksistens, Sabelspoort.
Arnhem blev Gelres, som Gelderland dengang hed, hovedstad i 1579, da provinsen tilsluttede sig Utrechtunionen. I 1585 tilsluttede Arnhem og provinsen Gelre sig republikken De Syv Forenede Nederlande.
- Prospekt af byen Arnhem, malt af Jan van Goyen 1646
- Arnhem i 1649
- Pontonbro over Rhinen
- Arnhem i 1751

### 2. verdenskrig
Under 2. verdenskrig led byen en tung skæbne, da den lå ved frontlinjen i september 1944 under Operation Market Garden. Under Slaget ved Arnhem blev den indre by nærmest fuldstændig ødelagt. Indbyggerne måtte efter slaget forlade byen, da tyskerne afspærrede den helt. Indbyggerne blev spredt for alle vinde og fik først lov til at vende tilbage et godt stykke efter befrielsen i maj 1945.
- Bro over Rhinen under 2. verdenskrig
- John Frostbrug i 1944
- Arnhem i 1944

### Moderne tid
Da Arnhem i den grad blev ødelagt under krigen, var det nødvendigt at iværksætte et omfattende genopbygningsarbejde efter krigen. Også i dag findes der en travl bygge- og udvidelsesaktivitet. I 2015 blev således den nye bus- og togstation Arnhem Centraal åbnet. Arnhem er bortset fra det den eneste by i Nederlandene hvor der findes et trolleybusnet. 
Byen lever af industri og tjenesteydelser, tillige med, at byen er et vigtigt administrativt center.
- Moderne lejlighedsbyggeri
- Moderne kontorbyggeri
- Arnhems moderne politistation